# Ece İrtem
Ece İrtem (Sivas, 5 gennaio 1991) è un'attrice turca, nota per aver interpretato il ruolo di Gizem Sezer nella serie Mr. Wrong - Lezioni d'amore (Bay Yanlış).

## Biografia
Ece İrtem è nata il 5 gennaio 1991 a Sivas (Turchia), fin da piccola ha mostrato un'inclinazione per la recitazione.

## Carriera
Ece İrtem nel 2014 si è laureata presso il dipartimento di canto e opera dell'Università di Yaşar. Durante la sua vita scolastica, ha lavorato con artisti di fama mondiale come il direttore generale dell'opera e del balletto di stato di Smirne (İzdob), Aytül Büyüksaraç (soprano), Levent Gündüz (tenore), Paolo Susanni, Esra Mamaç e Anna Chubuchenko (mezzo-soprano). Successivamente ha studiato recitazione presso il Centro Culturale Sadri Alışık. Nel 2014 ha fatto la sua prima apparizione come attrice nella serie Kaçak Gelinler. Nel 2014 e nel 2015 ha recitato nella serie O Hayat Benim. Nel 2015 ha preso parte al cast delle serie Seref Meselesi e Paramparça.
Nel 2016 ha interpretato il ruolo di Nurhayat nella serie Kertenkele Yeniden Dogus. Nello stesso anno ha ricoperto il ruolo di Nurhat nella serie Kertenkele. Nel 2017 e nel 2018 è entrata a far parte del cast della serie Yeni Gelin, nel ruolo di Afet. Nel 2019 ha interpretato il ruolo di Robina Fain nella serie Payitaht Abdülhamid. L'anno successivo, nel 2020, è stata scelta per interpretare il ruolo di Gizem Sezer nella serie Mr. Wrong - Lezioni d'amore (Bay Yanlış) e dove ha recitato insieme ad attori come Can Yaman, Özge Gürel, Fatma Toptaş, Cemre Gümeli e Anıl Çelik. Nello stesso anno ha ricoperto il ruolo di Menkibe nel film Zengo diretto da Sahan Gökbakar e Muge Manus. Nel 2021 e nel 2022 ha interpretato il ruolo di Ferda Dogu nella serie Mahkum. Nel 2022 ha ricoperto il ruolo di Meriç nella serie Yasak Elma.

## Filmografia

### Cinema
- Zengo, regia di Sahan Gökbakar e Muge Manus (2020)
- Gli ultimi dieci giorni tra il bene e il male (Meraklı Adamın 10 Günü), regia Uluç Bayraktar (2024)

### Televisione
- Kaçak Gelinler – serie TV (2014)
- O Hayat Benim – serie TV, 41 episodi (2014-2015)
- Seref Meselesi – serie TV, 5 episodi (2015)
- Paramparça – serie TV, 7 episodi (2015)
- Kertenkele Yeniden Dogus – serie TV (2016)
- Kertenkele – serie TV, 14 episodi (2016)
- Yeni Gelin – serie TV, 63 episodi (2017-2018)
- Payitaht Abdülhamid – serie TV, 26 episodi (2019)
- Mr. Wrong - Lezioni d'amore (Bay Yanlış) – serie TV, 14 episodi (2020)
- Mahkum – serie TV, 4 episodi (2021-2022)
- Forbidden Fruit (Yasak Elma) – serie TV, 7 episodi (2022)
- The Family (Aile) – serie TV (2023-2024)

## Programmi televisivi
- Burada laf cok (2011)

## Doppiatrici italiane
Nelle versioni in italiano dei suoi film e delle sue serie TV, Ece İrtem è stata doppiata da:
- Roberta De Roberto[26] in Mr. Wrong - Lezioni d'amore[27]